# Stadtmuseum Bocholt
Das Stadtmuseum Bocholt ist ein Museum für Geschichte, Kunst und Kultur in Bocholt. Es wurde 1992 eröffnet. Das Gebäude Osterstr. 66 im Stile des Art déco steht unter Denkmalschutz. Es markiert die Lage des ehemaligen Ostertores des Bocholter Befestigungsringes. Zurzeit ist das Museum wegen Sanierung geschlossen.
In den vier Etagen sind folgende Bereiche zu finden:
- Souterrain: Entstehung und Geologie des Aa-Tales; vor- und frühgeschichtliche Besiedlung über Steinzeit, Bronzezeit und Eisenzeit, Frühmittelalter unter Einfluss der Franken und Sachsen; Bocholt in den Zeiten des Mittelalters, der Industrialisierung, Nationalsozialismus und des Zweiten Weltkriegs.
- Erdgeschoss: Wirtschaftsgeschichte und Sozialgeschichte des 20. Jahrhunderts am Beispiel des Unternehmens A. Friedr. Flender Aktiengesellschaft; Sonderausstellungen.
- Obergeschoss: Werke des Kupferstechers Israhel van Meckenem jun. († 1503),  des Glasmalers Jan van Lintelo (ca. 1570, † 1631/32) und des Bühnenbildners Josef Fenneker (1895–1956)
- Dachgeschoss: Aspekte der historischen Alltagswelt, wie zum Beispiel Schmiedehandwerk und Webhandwerk sowie historisches Kinderspielzeug.

Zu den Exponaten zählen Fundstücke aus Ausgrabungen, die durch die Archäologische Gruppe Bocholt in Zusammenarbeit mit dem Westfälischen Museum für Archäologie durchgeführt wurden.